# Ампква

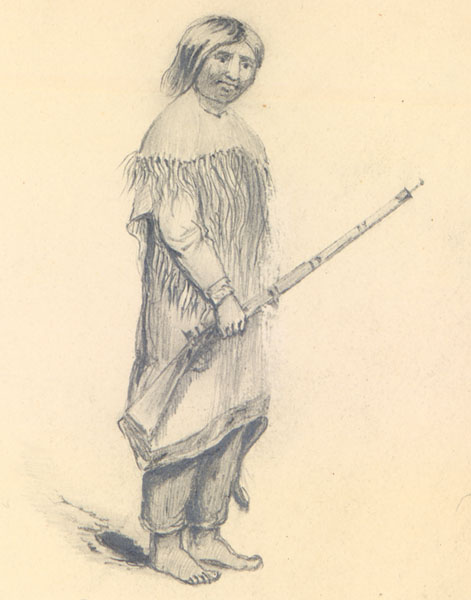
Індіанець ампква. Художник Альфред Томас Егет

Ампква (англ. Umpqua) — назва кількох окремих груп індіанців Північно-західного узбережжя Тихого океану, які проживають у південно-центральній частині сучасного штату Орегон.
Плем'я верхніх ампква входить до складу групи Кау-Крік індіанців ампква. Плем'я першим з індіанських племен Орегона підписало федеральний договір з урядом США 19 вересня 1853 року. В племені Кау-Крік раніше була поширеною мову такелма, нині зникла. Плем'я Кау-Крік проживає в резервації поблизу сучасного міста Роузбург у штаті Орегон, володіє казино і готелем «Сім пір'їн» у місті Каньйонвілл.
Плем'я нижніх ампква нині — одне з трьох племен у складі Конфедерація племен кус, нижніх ампква і саюсло на південному заході штату Орегон. Їхня мова близька до мови саюсло.
Деякі невеликі племена (bands) з ампква входять до складу Конфедерації племен громади Гранд-Ронд штату Орегон.